# Joan of Arc (album)
Joan of Arc je studiové album amerického hudebníka Tonyho Conrada. Obsahuje pouze jednu skladbu, která nese název „Joan of Arc“ a dosahuje délky 64 minut a 31 sekund. Jde o experimentální hudební dílo, v němž za více než hodinu dochází k minimálnímu množství změn. Conrad dílo původně nahrál jako doprovod ke stejnojmennému filmu Piera Heliczera v roce 1968. Skladbu nahrál na varhany vlastněné divadelním režisérem Johnem Vaccarem. Heliczer pro svůj jedenáctiminutový film nakonec použil jen část Conradovy skladby.